# Adenomera glauciae
Adenomera glauciae — вид жаб родини свистунових (Leptodactylidae). Описаний у 2020 році.

## Назва
Вид названо на честь бразильського герпетолога Глаусії Функа Понтеша (Glaucia M. Funk Pontes), який з 2007 по 2019 року був куратором відділу земноводних та рептилій у Музеї науки і технології Папського католицького університету Ріу-Гранді-ду-Сул за його «внесок у бразильську герпетофауну та як данину багатогодинній роботі».

## Поширення
Ендемік Бразилії. Поширений у тропічних лісах на північному заході Амазонії.